# Titanosuchidae
Los titanosúquidos (Titanosuchidae) fueron una familia de terápsidos tapinocefalidos, omnívoros que aparecieron durante el Pérmico. Como todos los tapinocefálidos, tenían cráneos gruesos. Tenían caninos grandes e incisivos muy fuertes. Los titanosuquidos estaban emparentados con otros dinocéfalos, como Tapinocephalidae, donde está incluido el género Moschops. Los titanosuquidos más conocidos son Jonkeria y Titanosuchus. Como los demás dinocefalos, desaparecieron en la Extinción masiva del Pérmico-Triásico.